# Hydrillodes dimissalis
Hydrillodes dimissalis là một loài bướm đêm trong họ Noctuidae.